# Don Garber
Don Garber (nacido el 9 de octubre de 1957 en Queens, Nueva York) es el comisionado de la Major League Soccer, sucediendo a Doug Logan en el cargo. Garber ha dedicado toda su carrera al deporte profesional, trabajando en una gran variedad de marketing, de televisión y de administración de la Liga. En 1999, fue nombrado Comisionado de la Major League Soccer después de trabajar 16 años en la NFL como jefe de NFL International.

## NFL Internacional
Garber pasó 16 años en la NFL, finalizado su mandato como vicepresidente/director general de NFL Internacional, donde supervisó todos los aspectos del negocio de la NFL fuera de Estados Unidos, incluyendo la NFL Europa. Garber inició su carrera en NFL Properties en 1984 como gerente de marketing y se convirtió en director de marketing de la Liga en 1988. En 1992, fue nombrado vicepresidente de desarrollo empresarial de la NFL y fue responsable de asuntos de televisión, eventos especiales y actividades de marketing.